# Terry Hammond
Terry Hammond (* 26. Mai 1957 in Sydney) ist ein ehemaliger australischer Radrennfahrer und nationaler Meister im Radsport.

## Sportliche Laufbahn
Hammond war im Straßenradsport aktiv. Von 1982 bis 1986 war er Berufsfahrer. 1983 gewann er nationale Meisterschaft im Straßenrennen. 1982 wurde er Vizemeister hinter Wayne Hildred. Zweimal gewann er das Etappenrennen Herald Sun Tour, 1978 und 1982 jeweils vor Clyde Sefton. 1977 kam er auf den 3. Platz. Insgesamt elf Etappen konnte er in der Rundfahrt gewinnen. Im Rennen Melbourne to Warrnambool Cycling Classic wurde er 1986 Zweiter hinter Michael Lynch und 1987 Zweiter hinter Paul Rugari.